# یوهانسبرگ (بایرن)
یوهانسبرگ (به آلمانی: Johannesberg) یک شهر در آلمان است که در آشافنبورگ واقع شده‌است.

## خواهرخوانده
شهرهای امایه-سو-اورنی، Avenay، Maisoncelles-sur-Ajon، Maizet، Montigny، Préaux-Bocage، Sainte-Honorine-du-Fay، Trois-Monts و Vacognes-Neuilly خواهرخوانده‌های یوهانسبرگ (بایرن) هستند.